# Tschelechowitz von Kralowitz
Tschelechowitz von Kralowitz (tschechisch Čelechovští z Kralovic) war ein altes böhmisches Adelsgeschlecht, das gemeinsame Ahnen mit dem Adelsgeschlecht der Strachota hatte. Das Prädikat stammte vom Ort Kralowitz und Čelechovice. 
Urahnen der Familien waren Brüder Vaněk und Paul, die 1472 den inzwischen untergegangenen Ort Běstno erwarben, Paul 1462 noch Kruschowitz. Sigismund war Sohn einer der beiden Brüder. Dieser heiratete Katharina von Dauba und residierte in Holletitz. Nach seinem Tod 1527 wurden die Ländereien veräußert. Johann, ein Enkel von Vaněk hielt 1522 Kruschowitz und Běstno, verkaufte 1548 Lauroran. Ihm gehörten auch Straupitz, 1551 erwarb er Zeltsch. Sein Bruder Georg Čelechovec z Kralovic, starb ohne Nachkommen 1573. Das Vermögen dieses Zweiges ging an die Onkel Ostrauer von Kralowitz (Ostrovci z Kralovic). 